# Arado Ar 240
L'Arado Ar 240 est un chasseur lourd bimoteur allemand de la Seconde Guerre mondiale, développé par Arado Flugzeugwerke GmbH pour succéder au Messerschmitt Bf 110. Handicapé par des problèmes de développement, ce programme ambitieux fut finalement annulé en 1942 au profit du Messerschmitt Me 210.

## Origine et développement
La doctrine de la Luftwaffe ayant mis l'accent sur les bombardiers moyens rapides, l'industrie allemande s'intéressa assez peu à l'emploi de tourelles défensives sur les bombardiers lourds. Pourtant dès 1938 la firme Rheinmetall-Borsig développa en collaboration avec le DVL une tourelle télécommandée baptisée FA-13, qui fit l'objet d'essais sur un bimoteur Bf 110. À la suite de ces essais le RLM émit un cahier des charges pour un bimoteur rapide polyvalent pouvant recevoir deux tourelles FA-13. Deux projets furent soumis au T.Amt, mais l'AGO Ao 225 (it) était trop révolutionnaire pour retenir l'attention. C'est donc le projet E 240 d'Arado, confié à l'ingénieur Hans Rebeski, qui fut retenu.
Le futur appareil se présentait comme un classique bimoteur à aile médiane, empennage bidérive et train classique escamotable. Deux hommes devaient prendre place dans un poste de pilotage pressurisé aménagé en tandem.

## Quatre prototypes
Le premier prototype, Ar 240V-1, prit l'air le 25 juin 1940, sans armement, la mise au point de la tourelle FA-13 connaissant de multiples retards. On releva immédiatement des problèmes de pilotage et une tendance à la surchauffe des moteurs DB 601A au roulage.
Pour régler les problèmes de stabilité du bimoteur, le second prototype, Ar 240V-2, fut modifié pour recevoir des ailerons plus importants et une surface verticale supplémentaire sur les aérofreins, tandis que de petits radiateurs furent fixés sur les jambes du train d'atterrissage principal pour améliorer le refroidissement au roulage. Les tourelles FA-13 n'étant toujours pas disponibles, ce prototype prit finalement l'air le 6 avril 1941 après un nouveau chantier de modification. Il fut en effet achevé avec 2 canons MG 151/20 de 20 mm dans la pointe avant du fuselage et 2 mitrailleuses MG 17 de 7,92 mm dans les emplantures d'aile. Ce prototype restait très instable en vol et fut finalement conservé par Arado pour des essais-constructeur, un nouveau prototype étant mis en chantier.
L'Ar 240V-3 se distinguait des deux premiers prototypes par un fuselage allongé de 1,25 m, l'avancement du poste de pilotage et la suppression des aérofreins, remplacés par des surfaces verticales additionnelles. Cet appareil qui prit l'air au printemps 1941 offrait de meilleures qualités de vol et fut alors équipé de deux tourelles FA-13 (dorsale et ventrale) équipées chacune d'une mitrailleuse MG 81 (en) de 7,92 mm. Au début de l'été 1941 les mitrailleuses furent déposées, remplacées par deux caméras Rb 50/30. Livré pour évaluation au 3./Aufklärungsgruppe Oberbefehlshaber der Luftwaffe stationné dans le nord de la France, cette machine effectua plusieurs sorties sur la Grande-Bretagne pilotée par l’Oberst Knemeyer, échappant facilement à toute tentative d’interception en raison de ses performances. Cet appareil retourna ensuite en usine pour être modifié comme Ar 440V-1. 
Un dernier prototype, l'Ar 240V-4, prit l'air le 19 juin 1941 avec des moteurs DB 603A et de nouveaux aérofreins montés dans la pointe arrière du fuselage, puis une série de 40 exemplaires fut commandée à l'usine AGO d'Oschersleben.

## Les versions
- Arado Ar 240A : Version de reconnaissance. 5 appareils de présérie construits, les deux premiers exemplaires (Ar 240A-01 et 03 ou Ar 240V-5 et V-6) sortant d'usine en octobre 1942 avec des moteurs DB 601E et un armement comprenant 2 MG 17 d'emplanture et 2 MG 81 en tourelles FA-13. Ces deux bimoteurs furent livrés au 13.(Zerstörer)/JG 5 opérant au nord de la Finlande et utilisés à des reconnaissances sur la ligne de chemin de fer desservant le port de Mourmansk. En juillet 1943 le V-6 fut transféré au 2.(F)/122 à Frosinone, au sud de Rome, où il fut détruit à l’atterrissage de retour de sa première mission en Italie.

Équipé à l’origine de DB 601E, le Ar 240A-03  fut par la suite remotorisé avec deux moteurs en étoile BMW 801TJ de 1 880 ch. Enfin les Ar 240A-04 et 05 à moteurs DB 603A de 1 750 ch volèrent fin 1942, non armés. Les avions A-03 et A-05 furent mis à la disposition d’unités opérationnelles sur le front russe, les 3.(F)/10 et 3.(F)/100, tandis que le A-04 remplaça le A-02 auprès du 2.(F)/122, passé à Pérouse, au nord-est de Rome. Souffrant en permanence de troubles moteurs, il fut renvoyé en Allemagne, révisé, puis réaffecté sur le front russe.
- Arado Ar 240B : Les Ar 240V-7 et V-8 (ou Ar 240B-01 et B-02) qui volèrent en octobre et décembre 1942 respectivement, étaient similaires aux précédents mais avec des moteurs DB 605A de 1 475 ch et un dispositif MW-50 d’injection eau-méthanol pour accroître temporairement la puissance, et donc de gagner 56 km/h. Le premier était armé de 2 MG 17 fixes et 4 MG 81 en 2 tourelles FA-13, le second disposait d’un canon MG 151/20 tirant vers l’arrière.
- Arado Ar 240C : Chasseur lourd. 4 appareils de présérie qui volèrent début 1943 avec une voilure agrandie dotée d’un nouveau profil et des moteurs DB 603A-2 de 1 750 ch au décollage et 1 850 ch à 2 100 m. L’Ar 240C-01, ou Ar240V-9, reçut 4 MG 151/20 de 20 mm dans le nez et 2 barbettes de 2 MG 131 de 13 mm et le V-10 (Ar 240C-02) 2 MG 151/20 supplémentaires en carénage ventral et un radar de chasse de nuit FuG 202 Liechtenstein. Les deux derniers prototypes, Ar 240V-11 (ou C-03) et V-12 ou (C-04 ) devaient entrer dans la catégorie Zerstörer et ressemblaient globalement au V-9. L'Arado Ar 240C volait à 670 km/h à 7 000 m, il avait un rayon d'action de 2 090 km, son altitude maximale était de 9 800 m et son poids de 10 700 kg. Il y avait deux hommes d'équipage.
  - Ar 240C-1 : Projet d’une version de chasse lourde.
  - Ar 240C-2 : Projet de chasseur de nuit, version de série du V-10.
  - Ar 240C-3 : Projet d’une version de bombardement et d’appui des précédents.
  - Ar 240C-4 : Projet d’une version de reconnaissance rapide.
- Arado Ar 240D : À la fin de la guerre Arado travaillait sur une nouvelle version, similaire au Ar 240C mais équipé de moteurs Daimler Benz DB 614 de 2 000 ch.
- Ar 240E : Projet de bombardier moyen abandonné au profit du programme Ar 440.
- Arado Ar 440 : En 1942 le prototype Ar 240V-3 fut modifié avec un fuselage allongé. Trois autres Ar 440 furent construits, tous équipés de moteurs DB 603G de 1900 ch, puis l’appareil fut abandonné après que l’on eut envisagé une production de série avec des moteurs DB 627A ou B de 2 000 ch.

## Les raisons d'un échec
L'Arado Ar 240 aurait logiquement du succéder au Messerschmitt Bf 110 comme Zerstorer (Chasseur lourd) standard de la Luftwaffe. Avec un poste de pilotage pressurisé, un pare-brise dégivré thermiquement, un vitrage optimisé pour le meilleur champ de vision possible, un armement défensif moderne et des performances très intéressantes, il semblait avoir tous les arguments nécessaires pour rivaliser avec les Mosquitos britannique ou P-38 Lightning américain. 
Le programme fut pourtant abandonné en décembre 1942 après la sortie de quelques appareils de présérie. De nombreux problèmes techniques retardèrent en permanence le programme Ar 240 : retards dans le programme de mise au point du moteur Daimler-Benz DB 603 pour lequel l'avion avait été dessiné, et dont le développement fut entravé par les services officiels allemands ; difficultés de mise au point des tourelles télécommandées ; disponibilité tardive des roquettes air-air devant équiper cet avion d'assaut. Il a aussi été dit que cet avion n'avait pas la confiance des pilotes.
Il faut aussi, et plus probablement voir dans la décision d'abandonner un avion finalement au point, l'intervention de la firme Messerschmitt, qui avait les faveurs d'Adolf Hitler et de Hermann Göring, pour imposer le Messerschmitt Me 210, de conception moins innovante mais dont le développement fut plus rapide grâce à l'expérience acquise par Messerschmitt avec le Bf 110.

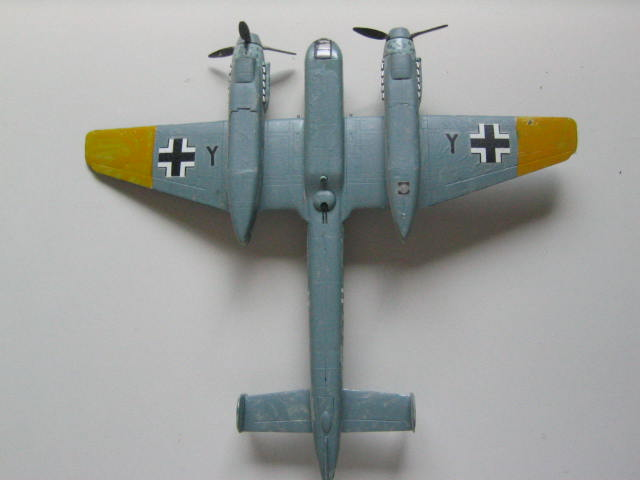
Vue de dessous d'une maquette de Ar240
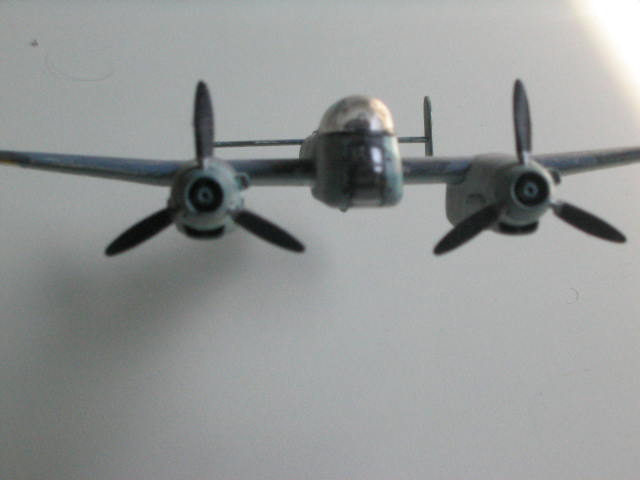
Vue de face d'une maquette de Ar240.

## Sources

## Avions similaires
- Messerschmitt Me 210
- Messerschmitt Me 410